# Melanoplus symmetricus
Melanoplus symmetricus är en insektsart som beskrevs av Morse 1904. Melanoplus symmetricus ingår i släktet Melanoplus och familjen gräshoppor. Inga underarter finns listade i Catalogue of Life.